# Patricia Ide
Patricia Ide est une comédienne belge.

## Biographie
Depuis 1994, Patricia Ide est également codirectrice du Théâtre Le Public avec son époux, le comédien et metteur en scène Michel Kacenelenbogen.
Entre 1988 et 1989, elle a joué le rôle d’Élisabeth dans la série télévisée Le Bonheur d'en face.

## Filmographie

### Télévision
- 1988-1989 : Le Bonheur d’en face (série) : Elisabeth
- 2016 : La Route d'Istanbul, de Rachid Bouchareb : Julie